# Patrick Fugit
Patrick Raymond Fugit (Salt Lake City, 27 de outubro de 1982) é um ator norte-americano, mais conhecido por seus papéis nos filmes Quase Famosos e Galera do Mal.

## Biografia
Patrick começou a atuar em um programa de teatro no verão, quando tinha 11 anos na Universidade de Utah. Ele continuou a atuar no ensino médio e também participou de produções regionais.
Atuou em papéis auxiliares no filme para TV Legion of Fire: Killer Ants! e na série de TV Touched by an Angel. Seu primeiro papel no cinema foi no filme Quase Famosos, depois de dois testes. Ele também participou da sátira norte-americana Galera do Mal.
Atualmente Patrick vive em Salt Lake City com seus pais e dois irmãos. Ele faz parte de uma banda chamada "Mushman". Patrick é membro de A Igreja de Jesus Cristo dos Santos dos Últimos Dias.

## Filmografia
| Filmes      | Filmes                                | Filmes               | Filmes           |
| Ano         | Título                                | Papel                | Notas            |
| ----------- | ------------------------------------- | -------------------- | ---------------- |
| 1998        | Legion of Fire: Killer Ants!          | Scott Blount         | Para TV          |
| 1999        | Stray Dog                             | Duncan               | Para TV          |
| 2000        | Quase Famosos                         | William Miller       |                  |
| 2002        | Spun                                  | Frisbee              |                  |
| 2002        | Deixe-me Viver                        | Paul Trout           |                  |
| 2004        | Galera do Mal                         | Patrick              |                  |
| 2004        | A Casa dos Pássaros Mortos            | Sam                  |                  |
| 2005        | Os Amadores                           | Emmett               |                  |
| 2006        | Paixão Suicida                        | Zia                  |                  |
| 2006        | Bickford Shmeckler's Cool Ideas       | Bickford Shmeckler   |                  |
| 2007        | The Good Life                         | Andrew               |                  |
| 2009        | Horsemen                              | Corey                |                  |
| 2009        | Cirque du Freak:O Aprendiz de Vampiro | Evra, o garoto cobra |                  |
| 2011        | Compramos Um Zoológico                | Robin Jones          |                  |
| Televisão   |                                       |                      |                  |
| Ano         | Título                                | Papel                | Notas            |
| 1997 / 1998 | Touched by an Angel                   | Garoto / Joey        | 2 episódios      |
| 2001        | MADtv                                 | William Miller       | 1 episódio       |
| 2003        | ER                                    | Sean Simmons         | 3 episódios      |
| 2006        | House M.D.                            | Jack Walters         | 1 episódio       |
| 2011        | Cinema Verite                         | Alan Raymond         |                  |
| 2016        | Outcast                               | Kyle Barnes          | Elenco principal |